# Strijp-S
Strijp-S is een buurt en voormalig bedrijventerrein in het stadsdeel Strijp in Eindhoven, in de Nederlandse provincie Noord-Brabant. Het terrein behoorde toe aan elektronicaconcern Philips. Vanaf 2000 zijn er zowel woningen als bedrijven uit voornamelijk de creatieve sector gevestigd. Op 1 januari 2023 telde de buurt 3.010 inwoners, verdeeld over 2.251 woningen, met een gemiddelde WOZ-waarde van € 357.000, op een oppervlakte van 0,3 km². 

## Naamgeving

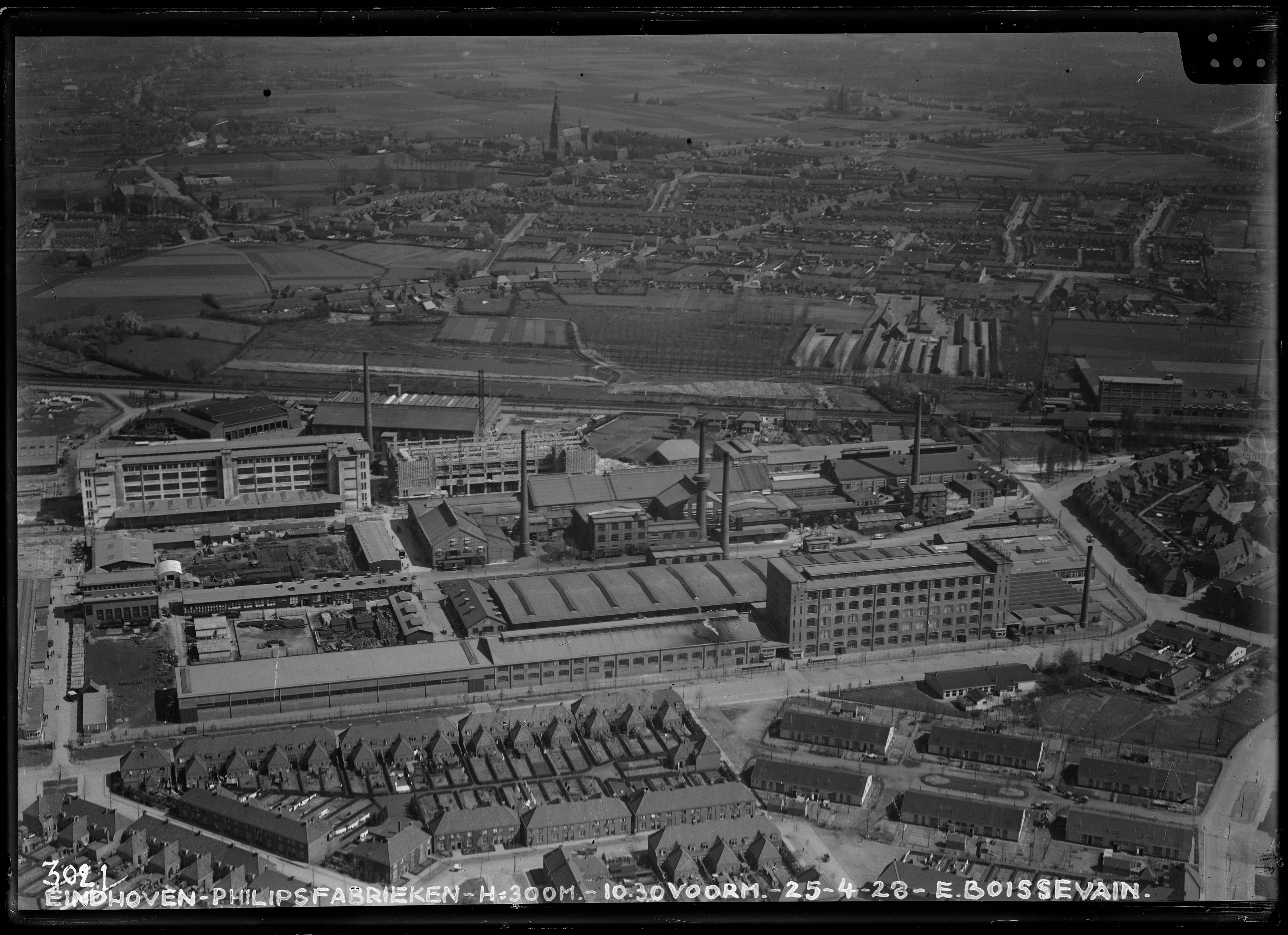
Luchtfoto Strijp S (25-04-1928) met de apparatenfabriek (Hoge Rug) in aanbouw. De omgeving is nog landelijk.

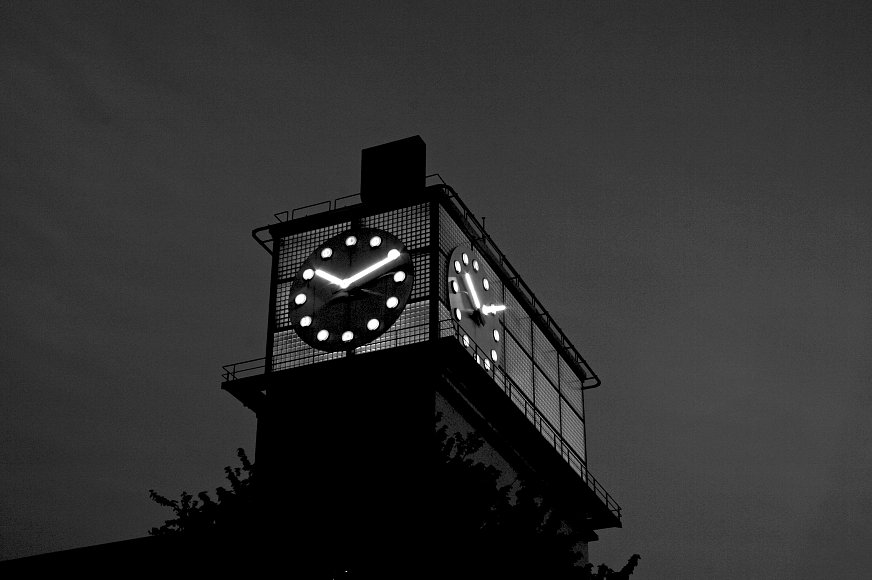
Klokgebouw

De naam Strijp-S komt van de benamingen die Philips aan haar industrieparken gaf. Strijp-S was het eerste park, daarna volgden Strijp-T en Strijp-R. Een vierde industriepark zou Strijp-I geheten hebben, als volgende letter in de naam Strijp. De historische schrijfwijze is Strijp S, zonder streepje. Men ziet echter regelmatig de schrijfwijze Strijp-S, met streepje. Ook het nabijgelegen treinstation draagt sinds 2015 die naam.

## Geschiedenis

### Lampen, radio's en tv's
In 1916 laat Anton Philips de eerste fabriek op Strijp-S bouwen, een glasfabriek voor peertjes. Hand-in-hand met de groei van Philips, werden ook de activiteiten op Strijp-S uitgebouwd. In 1923 werd het Philips Natuurkundig Laboratorium opgeleverd. Strijp-S wordt de locatie waar apparaten worden uitgevonden én geproduceerd. Eerst radio's, na de Tweede Wereldoorlog ook televisies. Vanuit het credo Van zand tot klant hield Philips elke fase van de productie in eigen hand. Van researchafdeling tot opslagmagazijn, van glasblazerij tot kartonfabriek: alles op één terrein.
In 1927, 1929 en 1930 werd een indrukwekkende rij van vier industriegebouwen neergezet, de zogeheten Hoge Rug, waarvan er nog drie bestaan. Ondertussen werd ook het Klokgebouw uit de grond gestampt (uit 1928), waar Philips haar philite maakte. Een reeks kleinere gebouwen, waarvan alleen het Ketelhuis en de Machinekamer (beide 1929) nog bestaan, hielden Strijp-S warm en in beweging met gas en stoom. In 1942 werd het Veemgebouw opgeleverd, een opslagmagazijn. Het Glasgebouw dateert uit 1948. Deze gebouwen vormden de geboortegrond van veel Philips-apparaten.

### Bombardementen
Strijp-S is tijdens de Tweede Wereldoorlog tweemaal gebombardeerd. Op 6 december 1942 voerde de Britse Royal Air Force een precisiebombardement uit op het complex, omdat er radio- en radaronderdelen werden geproduceerd. Van dit Sinterklaasbombardement zijn beelden bewaard gebleven die gemaakt zijn vanuit de bommenwerpers. Op 19 september 1944 waren er Duitse bombardementen. Eindhoven was een dag tevoren bevrijd.

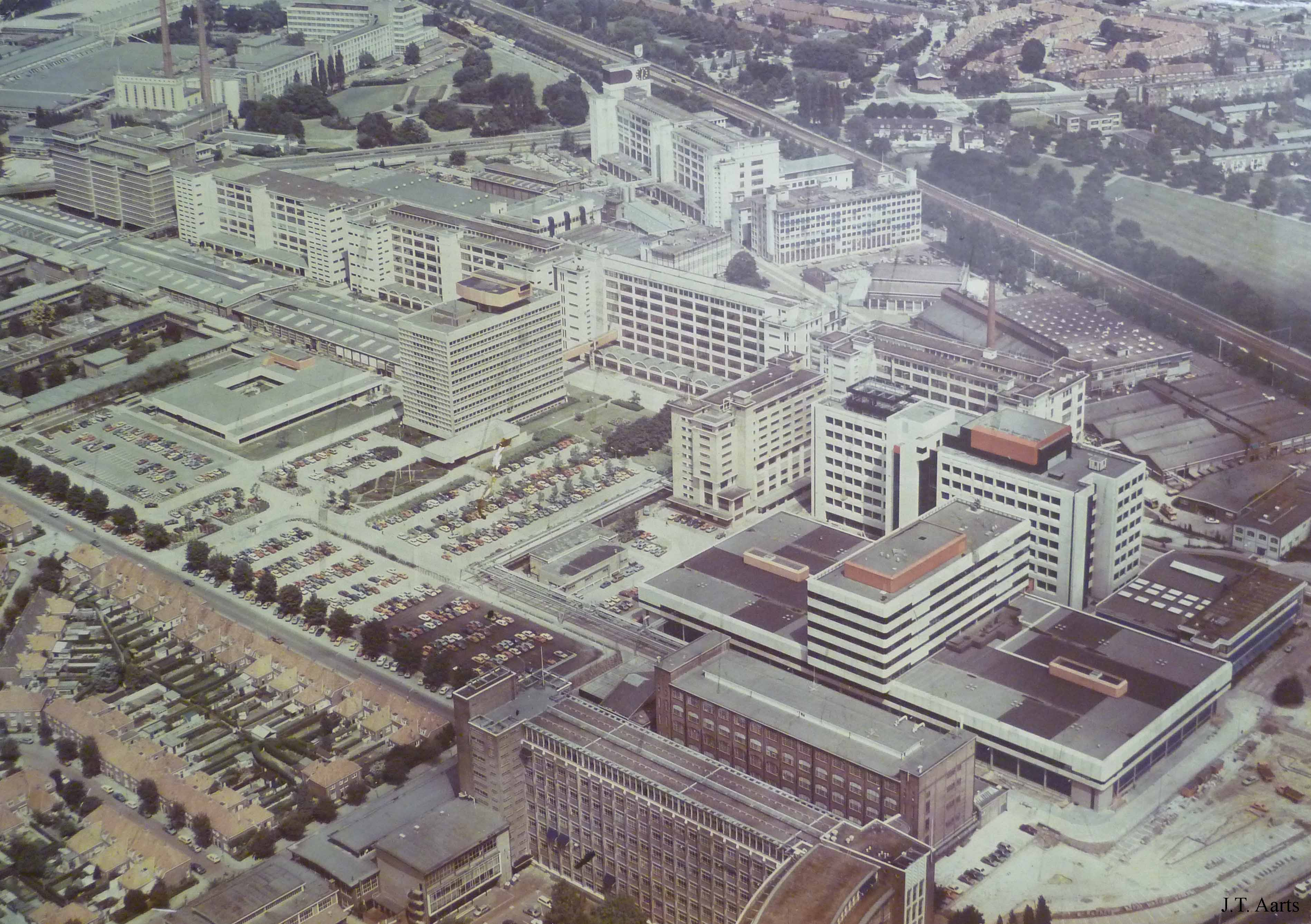
Luchtfoto van Strijp-S uit 1979.

### Verboden stad
Lange tijd stond Strijp-S bekend als de verboden stad. Een gebied dat omringd werd door Eindhovense bebouwing, maar niet vrij toegankelijk was. Toch gingen dagelijks vele mensen in en uit, aangezien het terrein grote fabrieken bevatte die vele duizenden mensen werk boden.

### Vertrek Philips
In de jaren '90 trok Philips zich stapsgewijs terug uit Eindhoven, ook uit de fabrieken op Strijp-S. In 2000 werden de eerste gesprekken gevoerd over de herontwikkeling van Strijp-S. In 2002 werd het terrein voor een koopsom van €140 miljoen van de hand gedaan aan Park Strijp Beheer B.V., een Publiek Private Samenwerking tussen de Gemeente Eindhoven en VolkerWessels, waarna Philips tijdelijk de gebouwen die het nog gebruikte terug huurde. Vanaf 2006 trok Philips zich binnen een tijdspanne van 10 jaar grotendeels terug uit de gebouwen. In 2016 zijn nog 2 kleinere Philips onderdelen op Strijp-S aanwezig in de gebouwen SFH en SEY.

## Ontwikkeling tot stadswijk

### Bedrijvigheid
Met het vertrek van Philips is het plan opgepakt om Strijp-S te ontwikkelen tot een broedplaats voor de creatieve sector. Onder de vlag Old Buildings, New Ideas wordt bedrijvigheid aangetrokken die zich vooral op design en technologie richt. In de oude fabriekspanden ontstaan open ateliers waar creatieve ondernemers hun werkplek vinden. In 2016 vestigt ook de creatieve school SintLucas zich op Strijp-S.

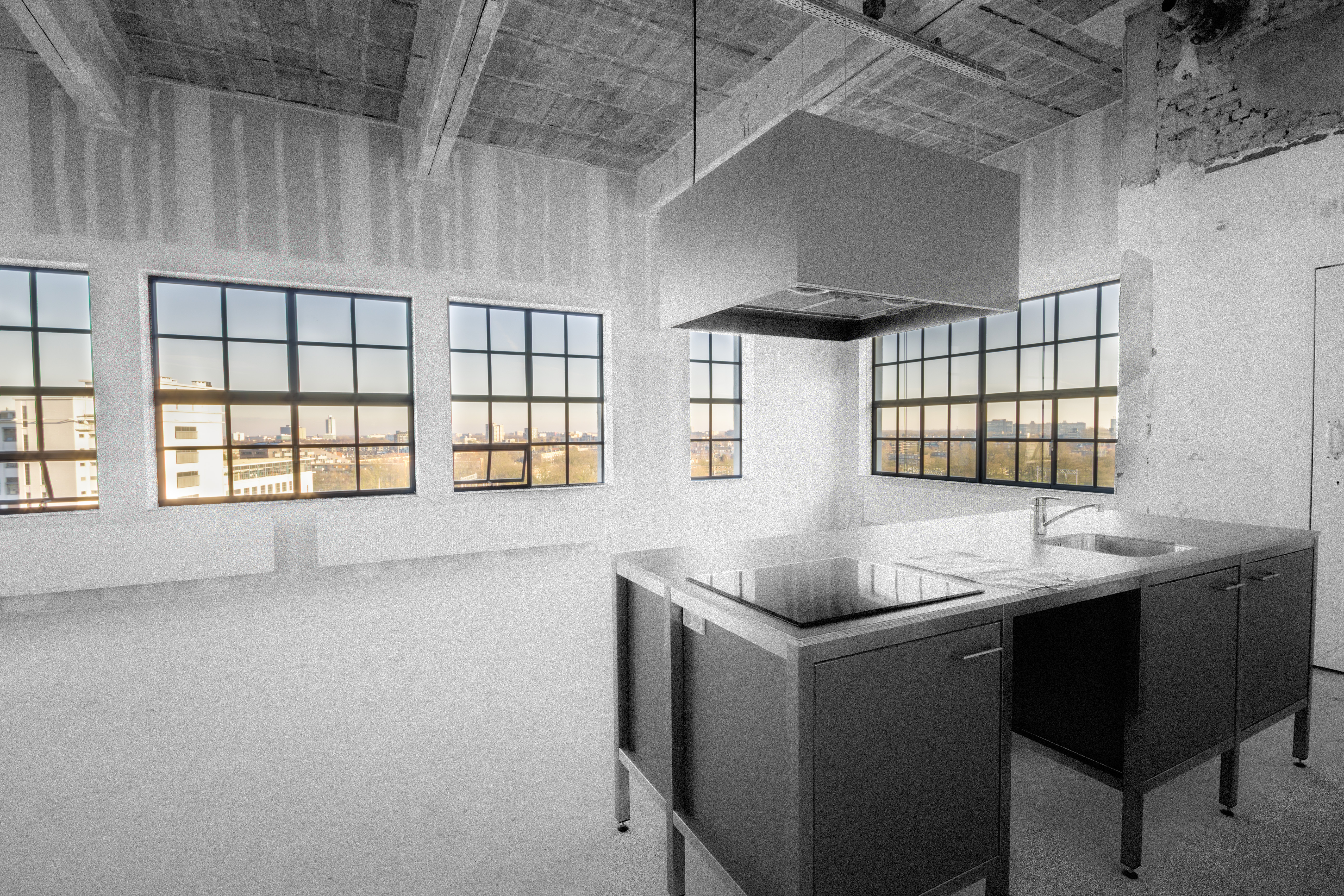
Een kale loft in gebouw GERARD.

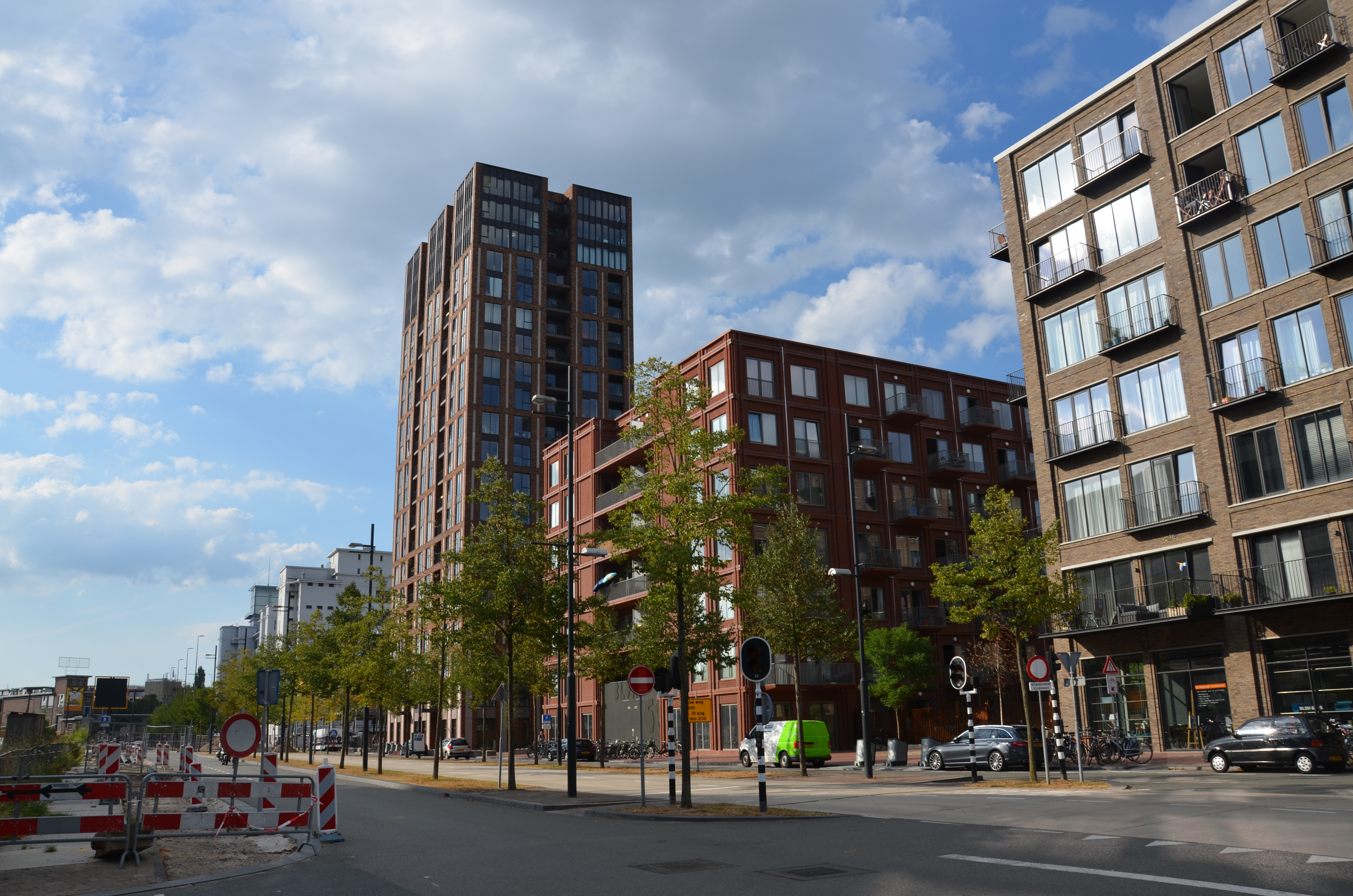
Philitelaan met de toren Blok 59.

### Bewoning / bebouwing

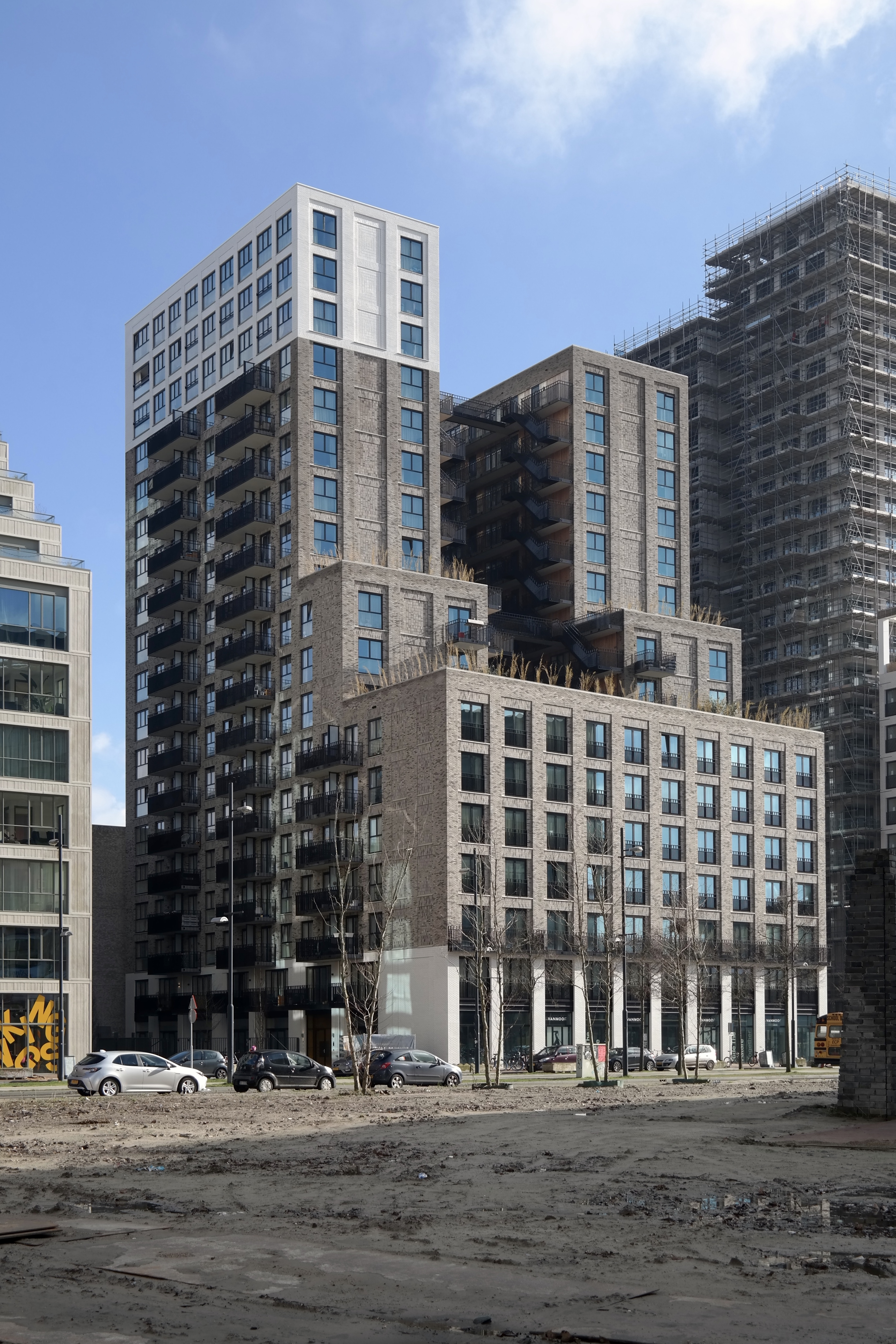
Woontoren LUX

In 2012 krijgt Strijp-S voor het eerst in haar geschiedenis permanente bewoners, wanneer het nieuwbouwproject SAS-3 wordt opgeleverd. Een jaar later zijn ook de industriegebouwen SAN en SBP klaar voor bewoning. Waar ooit televisies werden gemonteerd, zijn lofts gerealiseerd. De gebouwen zijn omgedoopt tot GERARD en ANTON, als eerbetoon aan twee belangrijke telgen van de familie Philips. Diverse andere woningbouwprojecten zijn toegevoegd zoals Space-S en Blok 61, 63 en 59. Daardoor stijgt het aantal bewoners van Strijp-S.
1. Anton & Gerard - opgeleverd (2013)
2. SAS-3 - opgeleverd (2013)
3. SPACE-S - opgeleverd (2017)
4. Blok 61 - opgeleverd (2017)
5. Blok 63 - opgeleverd (2017)
6. Blok 59 - opgeleverd (2018)[7]
7. Sixty5 - opgeleverd (2020)[8]
8. Haasje Over - opgeleverd (2021)[9]
9. LUX - opgeleverd (2021)[10]
10. Trudo Toren - opgeleverd (2021) - in opzet gelijk aan Bosco Verticale in Milaan.
11. Frits (S-West) - opgeleverd (2021) - in opzet gelijk aan Torre Velasca in Milaan.
12. Opbouw het Veem - opgeleverd (2021)
13. NEXT - in aanbouw
14. Donna - in aanbouw
15. Het Chinees Paviljoen - in aanbouw

### Horeca
De eet- en drinkgelegenheden op Strijp-S hebben vaak een rauw randje. Op de begane grond van het Veemgebouw is sinds 2015 Vershal Het Veem gevestigd. In deze food court bieden lokale ondernemers hun lekkernijen aan, die ter plekke genuttigd kunnen worden.

### Kunst en cultuur
Strijp-S profileert zich als culturele hart van Eindhoven. Kunstruimte MU en filmhuis Plaza Futura verhuisden naar het terrein. MU programmeert op Strijp-S wisselende exposities met hedendaagse kunst. Plaza Futura heeft 4 filmzalen, een auditorium, podiumzaal, twee expozalen, studio's en workshopruimtes in het NatLab. Iedere zomer organiseert zij op Strijp-S een aantal buitenfilms, die gratis toegankelijk zijn. Ook de VPRO is gevestigd in het NatLab. Vanuit hun medialab op Strijp-S onderzoeken zij nieuwe manieren om media te maken en te gebruiken.
Kinderen kunnen op Strijp-S spelenderwijs kennismaken met wetenschap, techniek en design in De Ontdekfabriek.
Om de hoek bij de ontdekfabriek is het Chinees Paviljoen gerealiseerd; een cadeau van de stad Nanjing waar de gemeente Eindhoven een vriendschapsverband heeft. De bouw van dit paviljoen startte in het najaar van 2020. Naast de functie als Chinees cultureel centrum huisvest het paviljoen een exclusief Chinees restaurant.

### Evenementen
Strijp-S is aangewezen als evenemententerrein. Regelmatig vinden er evenementen plaats in de hallen van het Klokgebouw, zoals concerten en beurzen. Enkele malen per jaar zijn er ook grote events op het Ketelhuisplein. Zo trok het dance-festival Flying Dutch in 2015 zo’n 25.000 bezoekers. Elk jaar in oktober is Strijp-S een centrale locatie van de drukbezochte Dutch Design Week. Iedere derde zondag van de maand is Strijp-S het toneel van de FeelGood Markt.

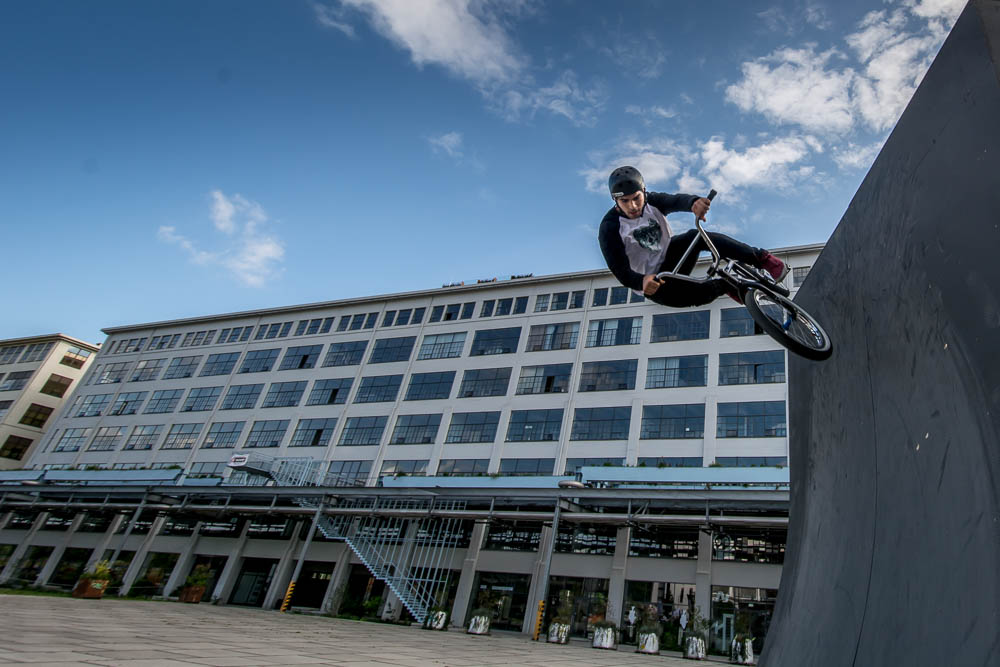
Een bmx'er toont zijn vaardigheden.

### Sport
Strijp-S biedt plaats aan urban sports. In grote hallen is er volop ruimte om indoor te skaten en te bmx'en en voor de klimsport boulderen. Activiteiten beperken zich niet alleen tot binnenruimtes. Rond de skatehallen, die met graffiti bespoten zijn, tonen skaters en bmx'ers hun vaardigheden. Ook zie je regelmatig bootcamp-klassen die zich door weer en wind in het zweet werken.
Strijp-S is een centrum voor sportprofessionals. In het gebouw SX hebben zich verschillende bedrijven verzameld die gespecialiseerd zijn in sport, marketing en media. Een enorm led-scherm op het gebouw toont videobeelden van sporters.

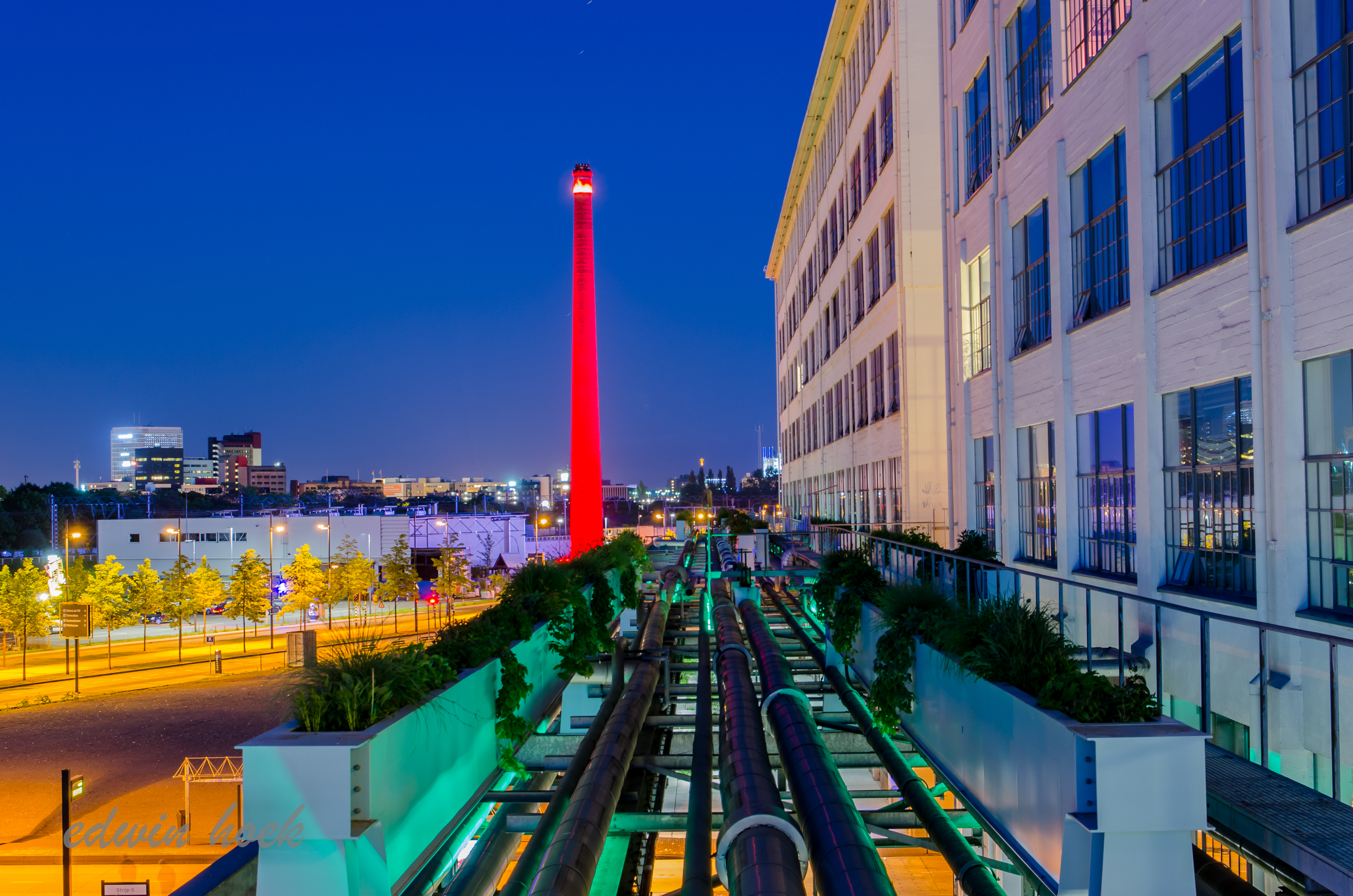
Lichtkunstwerk van Har Hollands.

### Lichtkunst
Strijp-S geldt als een proeftuin voor led-verlichting, waarmee de band met het Philips-verleden wordt voortgezet. Het lichtsysteem Light-S wint in 2014 een Auroralia Award, de 'Oscar' voor duurzame lichtprojecten. Strijp-S kent ook enkele lichtkunstwerken, zoals de Fakkel van lichtarchitect Har Hollands. Deze fabrieksschoorsteen wordt 's nachts uitgelicht als vuurtoren, en is daarmee een herkenbaar baken voor Strijp-S geworden. In de openbare onderdoorgang van NatLab realiseerde kunstenaar Daan Roosegaarde zijn project Crystal.
Strijp-S is een regelmatig terugkerende locatie bij lichtfestival GLOW. In 2008 functioneerde het terrein als hoofdlocatie. Van 2012 tot en met 2015 vond er jaarlijks op Strijp-S een experimentele spin-off van GLOW plaats: GLOW Next. Dit kleine zusje van GLOW bood een podium voor experimentele projecten van grotendeels Eindhovense bodem, met extra ruimte voor interactie met de bezoekers.

## Bezienswaardigheden

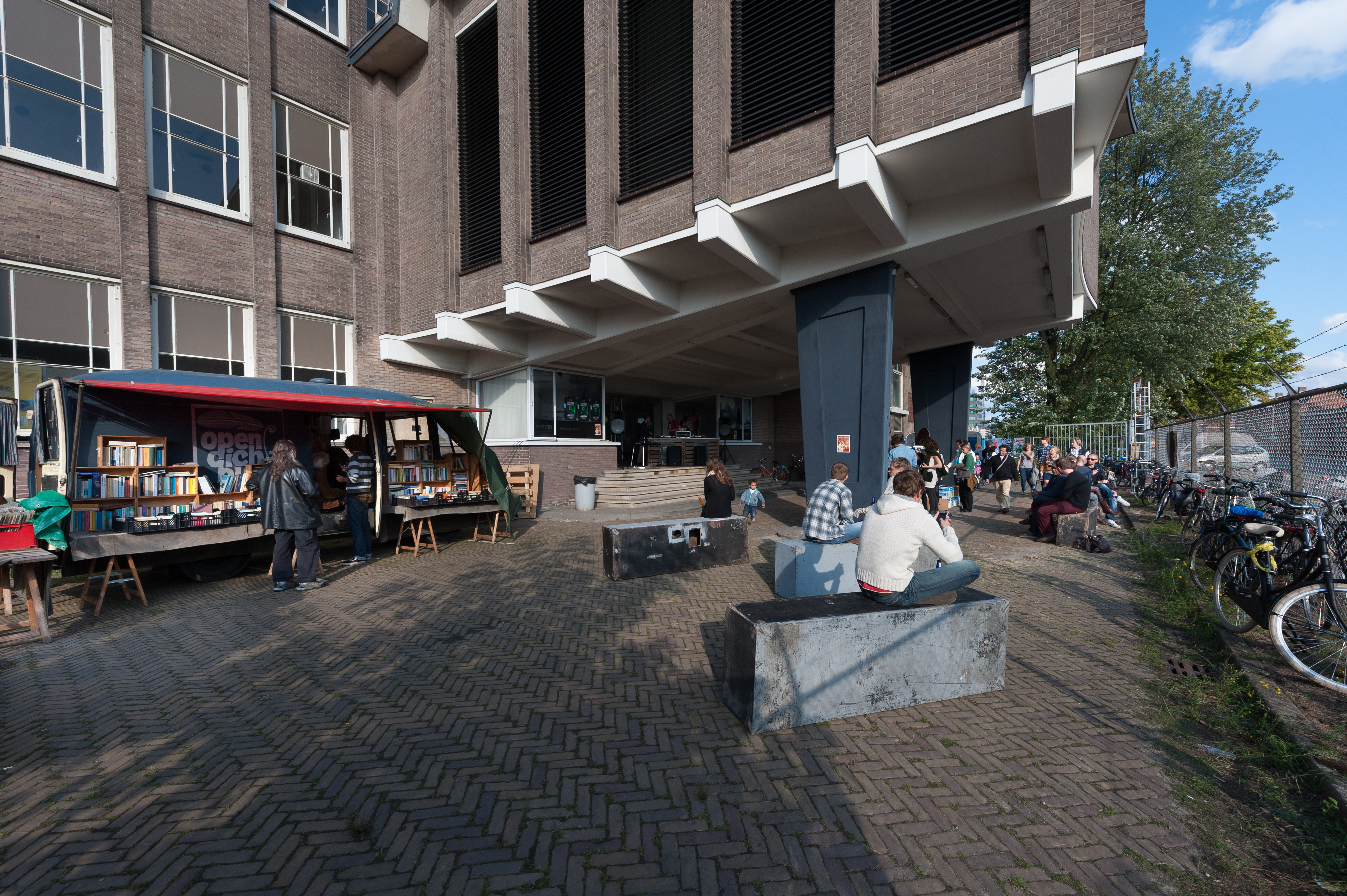
Activiteiten rondom het NatLab.

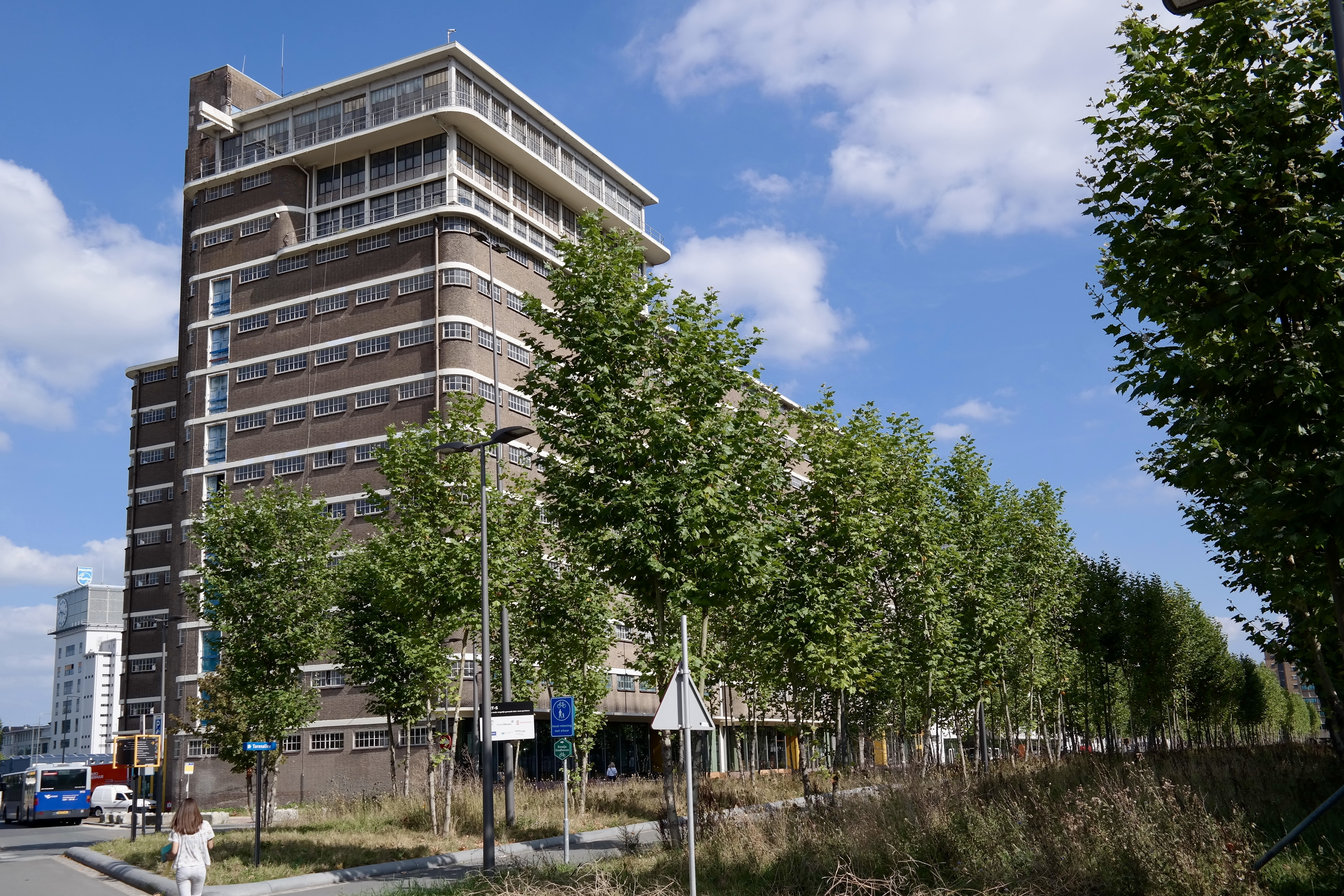
Veemgebouw

- Philips Natuurkundig Laboratorium ofwel NatLab. In dit onderzoekscentrum uit 1922 ontwikkelde Philips veel nieuwe technologieën, zoals de cd.[15] Het NatLab is een rijksmonument.

- Klokgebouw. In deze fabriek uit 1928 werd philite vervaardigd, Philips' benaming voor bakeliet. Het gebouw is vernoemd naar de enorme klokken op de toren, die werden geplaatst om het waterbassin in de toren te maskeren. Markant aan het gebouw is ook het Philips-embleem, dat van ver te zien is. Het Klokgebouw is een rijksmonument.

- Hoge Rug. Een aaneengesloten reeks van drie grote industriegebouwen, die in respectievelijk 1927, 1929 en 1930 werden gebouwd. Hier werden radio's en, na de Tweede Wereldoorlog, ook televisietoestellen geassembleerd. Ook bevonden zich er een beeldbuizenfabriek en glasblazerij. De gebouwen in de Hoge Rug zijn rijksmonument.

- Ketelhuis en Machinekamer. Deze gebouwen uit 1929 maakten onderdeel uit van een reeks kleine fabrieken tegenover de Hoge Rug. Ze werden gebruikt voor de opwekking van perslucht en elektriciteit.

- Veemgebouw. Dit opvallende en grote gebouw uit 1942 werd gebruikt voor de opslag van radio- en televisietoestellen en andere Philips-producten. Het Veemgebouw heeft de status van rijksmonument.

- Leidingstraat. Een netwerk aan buizen en leidingen op tien meter hoogte. Een karakteristiek stuk industrieel erfgoed, waardoor vroeger gassen en vloeistoffen werden vervoerd. Op de Leidingstraat is een tuin aangelegd naar het ontwerp van tuinarchitect Piet Oudolf, gecombineerd met een lichtontwerp van Har Hollands.[16]

- Torenallee. Een brede wandelboulevard met zes rijen gegaffelde platanen. Door de open straat is er een directe zichtlijn tussen de Lichttoren in het centrum en de Wielewaal, het voormalige landhuis van Frits Philips. Aan dit zicht ontleent de straat zijn naam.

- SPACE-S. Dit bouwproject van 7 kleurrijke blokken is veelal gevormd door de bewoners zelf. Vanuit klant gestuurd ontwikkelen heeft Woonbedrijf dit samen gerealiseerd met de bewoners. Iedereen had inspraak op hoe hij/zij zou willen wonen. "Create your own SPACE-S" was dan ook een onmisbare slogan van het project. 402 diverse woningen in totaal, van appartementen tot studio's en prachtige industriële lofts.